# Goyang Zaicro FC
Goyang Zaicro FC war ein Fußballfranchise aus Goyang, Südkorea. Das Franchise spielte in der K League Challenge, der zweithöchsten Spielklasse Südkoreas.
Der Verein war ein Gründungsmitglied der K League Challenge.

## Geschichte

### Anfangsjahre
Immanuel FC, der Vorgänger von Goyang Zaicro FC, wurde 1983 gegründet. Immanuel FC und Hallelujah FC beschlossen sich zusammen zuschließen und einen Christlichen Fußballverein zu gründen. Das Resultat daraus war, dass Hallelujah FC Immanuel FCs Reservemannschaft wurde. Nach der Saison 1985 schied Halleluja FC aus und konzentrierte sich auf die finanzielle Mühe für die Missionarsarbeit.
Die zwei Vereine trennten sich nach einem Jahr wieder. Immanuel FC nahm an verschiedenen Turnieren als Amateur Verein teil. Sie beendeten 1991 die Zusammenarbeit mit Halleluja FC.
1992 hatte Immanuel FC kein Geld mehr. Deshalb übernahm die E-Land Group das Team und änderte den Vereinsnamen in E-Land Puma FC um. Von 1992 bis 1998 gewann das Team drei Turniere.
Als 1998 die Asienkrise war löste sich E-Land vom Verein und der Verein hieß wieder als Amateur Verein Immanuel FC. Der Verein brachte einige Fußballspieler zu Halleluja FC und nannte sich 1999 in Halleluja FC um. Diese Hallelujah FC Gründung im Jahr 1999 war der offizielle Startschuss für Goyang Zaicros Geschichte in der K League.

### Korea-National-League-Jahre (2003–2012)
Im Jahr 2003 zog der Verein nach Iksan und trat der Korea National League bei. Sie erreichten in ihrer ersten Saison in der ersten Halbserie einen beachtlichen 3. Platz, aber aufgrund von Protesten von radikalen Buddhisten durfte der Verein nicht mehr in Iksan spielen. Der Verein zog nach Gimpo um. Die Saison 2006 wurde ihre beste Saison in der Korean National League, da sie die zweite Halbserie gewannen und im Finale um die Korean National-League-Meisterschaft standen. Sie verloren das Finale mit 0:2 gegen Goyang KB Kookmin Bank FC. Der Verein zog wieder um, diesmal allerdings nach Ansan. Die Saison 2007 verlief nicht gut. Sie konnten sich nicht für das Viertelfinale qualifizieren. Die Saison 2008 wurde wieder erfolgreich. Sie konnten sich für das Finale qualifizieren, verloren aber gegen Daejeon Hydro & Nuclear Power FC (3:3) im Elfmeterschießen mit 3:0. 2012 nannten sie sich in Ansan H FC um.

### Mäßiger Erfolg in der K League Challenge (2013–2015)
Im September 2012 gab der Verein bekannt, 2013 nach Goyang ziehen zu wollen und der neugegründeten K League Challenge beizutreten. Sie änderten daraufhin ihren Namen in Goyang Hi FC um. In der ersten K League Challenge Saison erreichten sie nur den 6. von 10 Plätzen. Die darauffolgende Saison 2014 wurde auch nicht erfolgreich abgeschlossen. Sie erreichten nur den 8. von 10 Plätzen. Die Saison 2015 schlossen sie auf denselben Platz ab.

### Letztes Jahr und Auflösung des Vereins (2016)
Am 18. Januar nannte sich der Verein in Goyang Zaicro FC um. Die Firma Zaicro übernahm dabei den Verein und wandelte ihn in einen Halbprofiverein um. Die erste Saison unter diesen Namen wurde eine Katastrophe für den Verein. Mit gerade einmal 16 Punkten aus 40 Spielen war es ihre schlechteste Saison in der Geschichte des Vereins, seitdem sie in der K League Challenge antraten. Mit einem Zuschauerschnitt von gerade einmal 353 Zuschauern pro Spiel (zwischendurch kamen nur noch ca. 150 Zuschauer) hatten sie auch mit Abstand den schlechtesten Zuschauerwert der Liga. Mit 21 Toren und 71 Gegentoren hatten sie den außerdem den schlechtesten Sturm und die schlechteste Defensive in der diesjährigen Saison. Zum Ende der Saison kündigte das Franchise an, den Verein in einen Amateurverein umwandeln zu wollen. Kurz vor Jahresende trat der Verein aus der K League. Am 16. Januar 2017 gab der Verein offiziell bekannt, dass der Verein nicht in die K3 League aufgenommen wird und somit nun aufgelöst wird. Ihren Startplatz in der K League Challenge übernahm Ansan Greeners FC.

## Stadion
Ihre Heimspiele trug die Mannschaft im Goyang-Stadion aus.